# 山崎阿弥
山崎 阿弥（やまさき あみ）は、日本の声のアーティスト、映像作家、造形作家である。

## 来歴
愛媛県松山市生まれ。名前の阿弥は興福寺の阿修羅と広隆寺の弥勒菩薩から１字ずつ取られている。母は詩人、母方の曽祖父（もしくは大叔父）は作家の岡田三郎、曾祖母は愛媛県初の女性新聞記者高木青葉、また母方の祖母の家系は伊達藩の船大工で伊達秀宗が宇和島藩に入部した際共に宇和島へ移住した。金沢市在住中に数本の短編・中編を制作。2004年に東京へ移住、以降～現在、東京を活動拠点とする。2017~2018年はAsian Cultural councilのグラントを得てNY滞在、制作。

## 上演・展示・参加作品

### 主なグループ展
- 2016	「亡霊　-　捉えられない何か」瑞雲庵, 京都
- 2016	「札幌500m美術館賞」展,  500m美術館, 札幌（グランプリ受賞）
- 2015	「SAPPORO ART STAGE 2015」チ・カ・ホ（札幌駅前通り地下空間）, 札幌
- 2014	「Tokyo Experimental Festival vol.9」トーキョーワンダーサイト本郷,東京 (奨励賞)
- 2013	「Exchange－種を植える」青森公立大学国際芸術センター青森, 青森

### 主な個展
- 2016　「声の徴候 | 声を　声へ　声の　声と」京都芸術センター, 京都
- 2013	The Quiet Addition to The Sonic City and BLINDSIDE Sound Series 「a day, unsung」BLINDSIDE, メルボルン, オーストラリア
- 2012  「[DUO_coffee shop] with Theo」路地と人, 東京
- 2011  「voices –feather composition-」Proteus Gowanus, Reanimation Library, ニューヨーク, 米国
- 2009  「風の仕事場-消えゆく線をたどるように-」現代ハイツGallery Den, 東京
- 2008  「光 -hikari-」仮設スペース, 東京
- 2006  「毎日死んで、毎日生まれる」小川町ギャラリー, 東京
- 2003  「腑（こころ）の窓」INAXギャラリー, 石川

### 主なパフォーマンス、パフォーマンス/インスタレーション
- 2017  Dorrance Hamilton Hall w.Jim Strong, University of the Arts, フィラデルフィア, 米国
- 2017  w.内橋和久, Ned Rothenberg, The Stone at the New School, ニューヨーク, 米国
- 2016  Sounds to Summon the Japanese Gods, Japan Society, ニューヨーク, 米国
- 2016　ライブパフォーマンス「Planeting -音と流体の天井画-」w.中山晃子, 森重靖宗, 山崎阿弥, 石川高,ギャラクシティ, 東京
- 2016　スガダイロー×山崎阿弥,　公園通りクラシックス,　東京
- 2015　現代神楽『甕の音なひ』藤枝守演出, 住吉神社能楽殿, 福岡
- 2015　第16回工学部 / 第52回情報理工学部 学術講演会 コロキュウム「New Approaches to Live Media, Vocalism and Japanese Traditional Instrumentation」w.石川高、中山晃子, 中京大学, 愛知
- 2015　「火影に夢を見る」w.首くくり栲象, 生西康典演出, 旧東京電機大学跡地, 東京
- 2015　捩子ぴじん新作公演「Urban Folk Entertainment」横浜赤レンガ倉庫, 神奈川
- 2015　「AVALON」w.石川高, 中山晃子, VACANT, 東京
- 2015　「ぜんぶおんがく」w.坂田明, 試聴室, 東京
- 2015　「山口小夜子　未来を着る人」生西康典・掛川康典作品への出演, 東京都現代美術館
- 2015　「踊りに行くぜ!!」Ⅱvol.5桑折現『To day』, 札幌・仙台・博多・神戸・東京巡回
- 2014　「あわいの静まり」w. 飴屋法水, 生西康典演出, Lady Jane, 東京
- 2013	Whenever Wherever Festival 2013「Experimental performance day1」, 森下スタジオ, 東京
- 2013	「形と暴力が私をパレードする」河村美雪+大谷能生演出, CIQプラザ, 神奈川
- 2012	Trans Arts Tokyo「燃える人影」生西康典演出,旧東京電機大学, 東京
- 2012	「yes, me」YES Theater, 難民キャンプ, パレスチナ
- 2012	名づけることのできない仕事 #2「あと/さき」RAFT, 東京 (solo)
- 2011	「Love Letter」CRS,ニューヨーク, U.S. (solo)
- 2011	「ENERGY」CRS, Proteus Gowanus, ニューヨーク,U.S. (solo)
- 2010  「LETTERS」w. 松島誠, Theatre ZERO, ソウル, 韓国
- 2010  「春の嵐」w. 灰野敬二, Lady Jane, 東京
- 2010  「bone and pages」Lady Jane, 東京(solo)
- 2009  「IRIS/アイリス」現代ハイツGallery Den, 東京(solo)
- 2007  「クロッシングビジョン」イタリア文化会館,東京
- 2007	「So Contemporary」金沢市民芸術村, 石川

### 主なワークショップ
- 2015　「リッスンー耳で知る」(「他人の時間」展関連企画)大阪国立国際美術館, 大阪
- 2015　「消して、描こう」チ・カ・ホ（札幌駅前通り地下空間）, 札幌

## その他
- 2017　NHK放送90年大河ファンタジー『精霊の守り人II 悲しき破壊神』 - ナレーションと声の出演
- 2016　ACC グランティ （2017年NYに派遣）
- 2016　「TED x Tokyo yz」人類　-Mankind- 出演、スピーカー
- 2016　「おとどけアート」アーティスト・イン・スクール　札幌市立鴻城小学校
- 2014-2015　「旅するリサーチ・ラボラトリー　–フィールドワークと表現-」主催：東京都、東京文化発信プロジェクト室